# 聖納帕
圣纳帕（希臘語：Αγία Νάπα），是塞浦路斯法馬古斯塔區的市镇，位於该国東南部海岸，也是著名的度假區。城市名稱起源自威尼斯統治時期。2001年時，圣纳帕有人口2,693人。圣纳帕是塞浦路斯的觀光業中心之一，除了眾多度假區之外，也有多座博物館供遊客參觀。

## 外部連結
- 官方网站 （希腊文） （英文）
- 中的“Agia Napa”